# Бетевы
Бетевы — старинный дворянский род.
Восходит к концу XVII в., записан в VI часть родословной книги Симбирской губернии.
Агафон Бетев в службу вступил в 1754 году. 23.08.1802 награждён Статским Советником, 22.09 того же года за тридцатипятилетнюю беспорочную службу в классных чинах, получил орден святого Владимира IV ст.; а 11.12.1803 пожалован на дворянское достоинство дипломом, с коего копия хранится в Герольдии.

## Описание герба
Щит разделён на четыре части, из коих в первой в красном поле положены крестообразно две серебряных сабли остриём вверх. Во второй части в серебряном поле видна из лесу с правой стороны бегущая чёрная лисица. В третьей разрезанной перпендикулярно в голубом и золотом полях изображена шестиугольная звезда переменных с полями цветов. В четвёртой части в голубом поле поставлено серебряное стропило.
Щит увенчан дворянскими шлемом и короной. Нашлемник: три страусовых пера. Намёт на щите голубой и золотой, подложенный серебром и красным. Герб Бетева внесён в Часть 8 Общего гербовника дворянских родов Всероссийской империи, стр. 149.

## См. Также
- Бетев